# Aegidius van Braam
Aegidius van Braam (né le 30 juillet 1758, mort le 17 mai 1822) est un officier de la marine néerlandaise qui atteint le grade de vice-amiral. À la suite du renversement des Provinces-Unies par l'armée révolutionnaire française en 1795, il reste fidèle à la Maison d'Orange-Nassau et prend la fuite vers l'Angleterre. Après la Restauration en 1814, il est réhabilité par le roi Guillaume Ier et reçoit le titre honorifique de Jonkheer.

## Capitulation de Vlieter
À la suite de la Révolution batave en 1795, qui marque la disparition des Provinces-Unies par la République batave, de nombreux officiers orangistes, dont fait partie Van Braam, quittent la marine. Il s'y engage cependant de nouveau en 1798.
En 1799, Van Braam est à la tête du Leyden, un navire de ligne équipé de 64 canons. Le navire fait partie d'un escadron qui devait escorter une armée composée de quelque 5 000 hommes placés sous le commandement du général Daendels vers Java. Un autre officier naval orangiste qui a quitté la flotte en 1795, Carel Hendrik Ver Huell, prend contact avec Van Braam et un autre capitaine, Theodorus Frederik van Capellen. Ver Huell propose alors de mettre sur pied une mutinerie à bord des navires de l'escadron. À peu près au même moment, une coalition de troupes britanniques et russes débarque des troupes en Hollande-Septentrionale ce qui marque le début de la Campagne de Hollande.
Les équipages des navires de guerre bataves étaient en mesure de voir qu'au loin, des drapeaux orange étaient en train d'être hissés sur les forts et les clochers de Den Helder, en signe d'allégeance à la Maison d'Orange-Nassau. La mutinerie éclate sur plusieurs navires, dont le Leyden dirigé par Van Braam. Van Braam avoue par la suite qu'il aurait pu facilement écraser la mutinerie, mais qu'il décida de ne rien faire. Cependant, il met en garde son commandant, le vice-amiral Samuel Story, de l'« urgence de la situation » à bord des autres navires de la flotte.
Confronté à un ultimatum britannique d'un côté, et à une mutinerie sur son navire de l'autre, le vice-amiral Story prend la décision de rendre son escadron à la flotte britannique le 30 août 1799. Cet épisode est aujourd'hui connu sous le nom de capitulation de Vlieter. Cette capitulation constitue un tel choc pour la flotte britannique qu'elle ne joue plus aucun rôle dans les guerres révolutionnaires et napoléoniennes par la suite.
Van Braam, Story, et d'autres officiers sont constitués prisonniers de guerre et envoyés en Angleterre. Ils sont libérés à la suite de la Paix d'Amiens en 1802. Cependant, ils ne retournent pas en Hollande, et sont condamnés par une cour martiale néerlandaise en 1803, accusés de désertion, refus de devoir et déloyauté. Ils sont également accusés de parjure (pour ne pas avoir respecté leur serment de loyauté). En conséquence, ils sont bannis à vie de la Hollande, sous peine de mort (par fusillade dans le cas de Van Braam).